# 요화 장록수
"요화 장록수"는 1969년 공개된 대한민국의 영화이다.

## 배역
- 신영균
- 김지미
- 박노식
- 이순재
- 허장강
- 김동원
- 김효진
- 유계선
- 김문주
- 정민
- 이경희
- 최남현